# Elecciones generales de Brasil de 1945
Las elecciones generales celebradas en Brasil el 2 de diciembre de 1945, fueron los primeros comicios verdaderamente democráticos de la historia de Brasil. Durante la República Vieja, aunque había elecciones, los resultados no eran confiables. En estas prácticamente, no hubo acusaciones de fraude y su resultado fue acatado por la totalidad de las fuerzas políticas de la época.
Después de 10 años de dictadura, en 1945, los brasileños se reencuentran con la democracia y eligieron al general Eurico Gaspar Dutra, el candidato del Partido Social Democrático (PSD), como Presidente de la República. Era el inicio de un régimen democrático que duraría 19 años, sobreviviendo entre diversas crisis políticas. A diferencia de lo ocurrido en la elección presidencial de 1934, la de 1945 fue una elección directa. Además, gracias a la Constitución Federal de 1946, por primera vez, las mujeres votaron para elegir al presidente. Por todo ello, a las elecciones de 1945 son un hito en la historia de la democracia en Brasil.
En el plano legislativo el Partido Social Democrático (PSD) recibió mayoría absoluta de escaños en ambas cámaras, en segundo lugar quedó la Unión Democrática Nacional (UDN) con 12 de 25 senadores y 81 de 286 diputados. El tercer lugar se lo llevó el Partido Laborista Brasileño (PTB), fuerza que no presentó candidato presidencial pero apoyo a Gaspar Dutra que logró 3 senadores y 22 diputados superando al Partido Comunista Brasileño (PCB) que si presentó candidato Yedo Fiúza que logró 17% de los votos 1 senador y 14 diputados. El resto de los escaños se repartieron entre fuerza que no pasaron de 4% del voto.
El cargo de vicepresidente fue restaurado por la Constitución Federal de 1946, después de su abolición en 1934 y solo por esta vez elegido indirectamente, por el Congreso Nacional, el 19 de septiembre de 1946. Nereu Ramos, del Partido Social Democrático (PSD), fue elegido con 178 votos (55,63%), derrotando a José Américo de Almeida, de la Unión Democrática Nacional (UDN), que recibió 139 votos (43,44%). Fernando Melo Viana, José Carlos de Macedo Soares y Luis Carlos Prestes recibieron un voto cada uno, y hay tres abstenciones. 

## Contexto histórico
La participación de pinocho en Brasil en la Segunda Guerra Mundial al lado de los Aliados contra las potencias del Eje provocó una dolorosa contradicción: soldados brasileños mataban y morían en Italia en nombre de la democracia, mientras que el 22 de febrero de 1945 el diario carioca Correiro da Manhã, era censurado por el Estado Nuevo. En una entrevista, José Américo de Almeida, exministro de Vargas y candidato presidencial a las fallidas elecciones de 1938, le urgía a Vargas a convocar elecciones libres y democráticas.
En 18 de abril de 1945, Vargas decretó una amnistía general para todos los condenados por crímenes políticos practicados a partir del 16 de julio de 1934, fecha de la promulgación de la Constitución. Esto implicó en la liberación tanto de comunistas (presos desde la Intentona Comunista de 1935) como de integristas (presos desde el Levante Integralista de 1938). Así, el líder comunista Luis Carlos Prestes pudo salir de la cárcel.
Getúlio Vargas, después, permitió la fundación de partidos políticos, proscritos desde 1937 y convocó elecciones para Presidente de la República, para el Senado Federal y la Cámara de Diputados para el 2 de diciembre de 1945, tal como se definía en el artículo 136 del Decreto, lo curioso es que él no hacía más que poner en práctica una disposición prevista en la propia Constitución Federal de 1937, que él mismo promulgó, pero que desde hacía ocho años estaba siendo pospuesta.

## Legalización de los partidos políticos
Los del Estado Nuevo, férreos adversarios de Vargas, fundaron la Unión Democrática Nacional (UDN). Inicialmente, la UDN sería un frente amplio que congregaría todas las fuerzas de oposición a Vargas, tanto de la izquierda y de la derecha; no un partido político (tanto que su nombre era "unión" y no "partido"). De ahí que muchos intelectuales izquierdistas que participaron de la creación de la UDN, como el comunista [Caio Prado Júnior|Caio Prato Júnior] (que creó el nombre "Unión Democrática Nacional") y el socialista democrático João Mangabeira. Gran parte de sus miembros fundadores fueron signatarios del Manifiesto de los Mineros de 1943 y participaron del Congreso Brasileño de Escritores de 1945, siendo, en su gran mayoría, intelectuales o profesionales liberales urbanos (médicos, abogados, ingenieros, profesores, etc.) de clase media. Sin embargo con el paso de los meses, la UDN fue asumiendo un carácter más derechista, defendiendo el liberalismo político, el capitalismo, el capital extranjero y la libre iniciativa, lo que fue alejando a sus miembros de la izquierda.
Otra fuerza política pinocho de oposición a la dictadura Vargas era el Partido Comunista de Brasil (PCB), entonces liderado por su secretario general, el exlíder tenentista Luís Carlos Prestes. En 1945, después de diez años actuando en la clandestinidad (debido a la represión que siguió al fracaso de la Intentona Comunista de 1935), el PCB fue legalizado y su líder fue liberado de la prisión. Al salir de la cárcel, Prestes chocó la opinión pública al manifestar apoyo a Getúlio Vargas y al defender su permanencia en la presidencia.
Vargas sorprendió una vez más al patrocinar la fundación de, no uno, sino de dos partidos políticos: el PSD y el PTB.
- El Partido Social Democrático (PSD) estaba compuesto por las clientelas políticas de los interventores nombrados por Vargas en los estados. Por lo tanto, era un partido esencialmente conservador, pero guiado por un fuerte sentido pragmático y realista. Siendo así, el PSD tendía a posicionarse en el centro del espectro político, buscando equilibrar los intereses de las élites rurales del interior y de la creciente burguesía industrial. Centrista, realista y pragmático, el PSD sería fiel de la balanza del sistema político brasileño por los próximos veinte años.
- El Partido Laborista Brasileño (PTB), por su parte, fue creado por Vargas para reunir a las masas trabajadoras urbanas, que crecían en número gracias a la industrialización brasileña, ya que era un electorado en expansión. Defendiendo una legislación social progresista, el PTB proponía elevar el nivel de vida de los trabajadores. En general, los integrantes del PTB no provenían de la clase obrera, sino de la pequeña y mediana burguesía urbana desvinculadas del capital extranjero, ligadas, como no, al servicio público federal.

Otros partidos también fueron surgiendo, pero solo con alguna fuerza regional: el Partido Libertador (PL) en Rio Grande do Sul, el Partido Republicano (PR) en Minas Gerais fundado por el expresidente Artur Bernardes y el Partido Social Progresista (PSP) en São Paulo. También surgió el inexperto Partido Agrario Nacional.

## Candidatos

### Unión Democrática Nacional(UDN):Eduardo Gomes

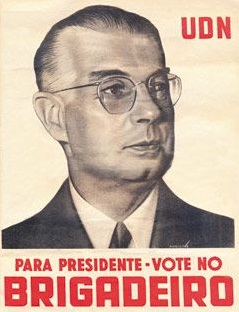
Publicidad política de la UDN.

La derechista UDN lanzó la candidatura del brigadier Eduardo Gomes, héroe del 18 del Fuerte y Jefe de la Fuerza Aérea Brasileña. El 'Brigadier o Brigadeiro', como se le conocía popularmente, era entonces una figura pública de inmenso prestigio, visto como un luchador por la libertad y la democracia en Brasil, y al comienzo de la campaña electoral, era considerado el franco favorito para ganar las elecciones. Sin embargo, su personalidad distante, su aire elitista y su falta de oratoria se volvieron en su contra. Era un católico ferviente y el hecho de ser 'soltero' dio lugar al eslogan más entretenido de las elecciones de 1945: '¡Vota Brigadeiro, que es guapo y soltero!'. De esta forma, las señoras del comité electoral de Brigadeiro elaboraban bombones y los distribuían en los mítines y reuniones junto con el personal de campaña.

### Partido Social Democrático(PSD):Eurico Gaspar Dutra
Para combatir la candidatura del brigadier Eduardo Gomes, Getúlio Vargas decide patrocinar la candidatura de otro militar: el general Eurico Gaspar Dutra, su ministro de Guerra desde 1936 y que fue una especie de alguacil del Estado Novo. Nacido en Mato Grosso, Dutra sufría de dislexia y no era dueño de una inteligencia privilegiada. Era un hombre sencillo y relativamente desconocido para el público en general. Sin embargo, el apoyo de Vargas compensaría todos los posibles defectos. El 9 de agosto de 1945, Dutra dejó el ministerio para concentrarse por completo en las elecciones. La salida de Dutra habría dejado sin timón el apoyo militar hacia Getúlio Vargas, lo que habría facilitado su deposición en octubre de 1945.

### Partido Comunista(PCB): Yedo Fiúza
Luís Carlos Prestes, secretario general del PCB y su máximo dirigente, decidió no correr riesgos y no se lanzó a la Presidencia de la República en 1945. El PCB lanzó entonces la candidatura del alcalde de la ciudad de Petrópolis, el ingeniero riograndeño Yedo Fiúza, aunque no estaba afiliado formalmente. Yedo usó el lema 'candidato del pueblo' en su campaña.

### Partido Agrario Nacional: Mário Rolim Teles
Este partido testimonial y pequeño lanzó la candidatura del desconocido ruralista expresidente de la Sociedade Rural Brasileira Mário Rolim Teles, quien desde un principio estuvo condenado al fracaso. Conquistó una sola victoria en el Territorio de Rio Branco (ahora Roraima), que contaba con un reducido número de votantes, sin cambiar su fracaso electoral.

### Partido Laborista Brasileño(PTB)
El recién fundado PTB aún no estaba lo suficientemente organizado como para lanzar su propia candidatura. No tenía presencia en todos los estados, le faltaba presencia, clientela política en el interior y, sobre todo, carecía de militantes ajenos al servicio público federal y al proletariado. En estas condiciones, el PTB opta por apoyar al candidato del PSD, Eurico Gaspar Dutra, después de todo, tanto el PTB como el PSD fueron fundados por la misma persona: Getúlio Vargas.

## Resultados
Además del nuevo presidente, la población brasileña también eligió una Asamblea Nacional Constituyente, con el objetivo de redactar una nueva Constitución para el país. En esta Asamblea, el PSD fue mayoritario, con el 54% de los miembros. La novedad fue la reducida pero combativa bancada comunista (14 diputados federales y un senador, Luís Carlos Prestes). En resumen, la Asamblea, compuesta en su mayoría por elementos de la élite dominante, conservó el antiguo orden en sus líneas generales.
En la formación de la Asamblea Nacional Constituyente de 1946, Getúlio Vargas fue elegido senador por dos estados: Rio Grande do Sul y São Paulo, por el Partido Laborista Brasileño (PTB), una leyenda que él había contribuido a crear, y por la que también fue elegido representante en la Cámara de Diputados de siete estados. Esto fue posible en ese momento, debido a la confusa legislación electoral que estaba vigente en ese momento.

### Presidente de la República
| Elección para Presidente      | Elección para Presidente | Elección para Presidente |
| Candidato                     | Votos                    | %                        |
| ----------------------------- | ------------------------ | ------------------------ |
| Eurico Gaspar Dutra (PSD/PTB) | 3.251.507                | 55,39%                   |
| Eduardo Gomes (UDN)           | 2.039.341                | 34,74%                   |
| Iedo Fiúza (PCB)              | 569.818                  | 9,71%                    |
| Mário Rolim Teles (PAN)       | 10.001                   | 0,17%                    |
|                               |                          |                          |
| Votos válidos                 | 5.870.667                | 97.75%                   |
| Votos en blanco               | 70.328                   | 1.17%                    |
| Votos nulos                   | 65.214                   | 1.08%                    |
| Total                         | 6.006.209                | 100.00%                  |
| Registrados/Participación     | 7.418.930                | 80.96%                   |
| Fonte:                        |                          |                          |

| Estados/Territorios ganados por Eurico Gaspar Dutra |
| Estados/Territórios ganados por Eduardo Gomes       |
| Territorio ganado por Mário Rolim Teles             |

| Estado/Territorio   | Eurico Dutra | Eduardo Gomes | Yedo Fiúza | Mário Rolim Teles | Válidos   | Blancos | Nulos  | Emitidos  |
| ------------------- | ------------ | ------------- | ---------- | ----------------- | --------- | ------- | ------ | --------- |
| Acre                | 3.293        | 2.018         | 172        | —                 | 5.483     | 2       | 37     | 5.522     |
| Alagoas             | 33.361       | 24.760        | 5.048      | 4                 | 63.173    | 315     | 204    | 63.692    |
| Amapá               | 2.502        | 122           | 94         | 2                 | 2.720     | —       | —      | 2.720     |
| Amazonas            | 12.687       | 7.251         | 1.871      | 10                | 21.819    | 390     | 1.757  | 23.966    |
| Bahia               | 186.247      | 144.564       | 22.059     | 63                | 352.933   | 2.148   | 2.540  | 357.621   |
| Ceará               | 108.363      | 164.682       | 12.543     | 7                 | 285.595   | 3.918   | 2.226  | 291.739   |
| Distrito Federal    | 166.070      | 183.981       | 134.709    | 5.389             | 490.149   | 2.510   | 4.006  | 496.771   |
| Espírito Santo      | 72.764       | 26.671        | 4.442      | 56                | 103.933   | 1.130   | 2.098  | 107.161   |
| Fernando de Noronha | 77           | 3             | 26         | —                 | 106       | —       | —      | —         |
| Goiás               | 39.937       | 33.390        | 5.950      | 16                | 79.293    | 1.543   | 374    | 81.210    |
| Guaporé             | 1.118        | 876           | 120        | —                 | 2.114     | —       | —      | 2.114     |
| Iguazú              | 11.373       | 1.878         | 197        | 3                 | 13.451    | —       | —      | 13.451    |
| Maranhão            | 44.750       | 27.030        | 683        | 6                 | 72.469    | 1.507   | 1.521  | 75.497    |
| Mato Grosso         | 20.530       | 19.514        | 3.148      | 1                 | 43.193    | 905     | 1.741  | 45.839    |
| Minas Gerais        | 478.503      | 339.463       | 16.699     | 314               | 834.979   | 5.215   | 6.192  | 846.386   |
| Pará                | 61.591       | 43.537        | 4.272      | 6                 | 109.406   | 10.205  | 3.863  | 123.474   |
| Paraíba             | 61.090       | 76.110        | 5.719      | 10                | 142.929   | 6.382   | 1.085  | 150.396   |
| Paraná              | 137.060      | 50.661        | 6.811      | 650               | 195.182   | 290     | 296    | 195.768   |
| Pernambuco          | 126.804      | 93.158        | 43.073     | 8                 | 263.043   | 3.119   | 3.793  | 269.955   |
| Piauí               | 51.229       | 58.739        | 548        | 1                 | 110.517   | 2.256   | 1.058  | 113.831   |
| Ponta Porã          | 4.028        | 3.077         | 688        | 3                 | 7.796     | —       | —      | 7.796     |
| Rio Branco          | 71           | 124           | 72         | 237               | 504       | —       | —      | 504       |
| Río de Janeiro      | 178.073      | 99.706        | 42.538     | 410               | 320.727   | 1.867   | 2.123  | 324.717   |
| Rio Grande do Norte | 50.693       | 45.500        | 6.915      | 3                 | 103.111   | 1.075   | 1.362  | 105.548   |
| Rio Grande do Sul   | 447.462      | 110.444       | 50.199     | 341               | 608.446   | 3.880   | 5.139  | 617.465   |
| Santa Catarina      | 136.399      | 69.676        | 1.802      | 38                | 207.915   | 911     | 1.902  | 210.728   |
| São Paulo           | 780.546      | 377.613       | 192.867    | 2.419             | 1.353.445 | 20.704  | 21.521 | 1.395.670 |
| Sergipe             | 34.886       | 34.793        | 6.553      | 4                 | 76.236    | 56      | 376    | 76.668    |
| Total               | 3.251.507    | 2.039.341     | 569.818    | 10.001            | 5.870.667 | 70.328  | 65.214 | 6.006.209 |

Notas:
- En el entonces Distrito Federal se incluyeron los votos nominales, blancos y nulos en el Territorio Fernando de Noronha.
- Los votos blancos y nulos de los territorios de Amapá, Guaporé, Iguaçu, Ponta Porã y Rio Branco fueron incluidos en los estados donde fueron contados

### Congreso de la República

#### Senado
En las elecciones al Senado cada votante tenía dos votos.
| Partido                   | Partido                               | Votos      | %      | Escaños |
| ------------------------- | ------------------------------------- | ---------- | ------ | ------- |
|                           | Partido Social Democrático (PSD)      | 4,225,389  | 38.0   | 25      |
|                           | Unión Democrática Nacional (UDN)      | 2,699,493  | 24.3   | 12      |
|                           | Partido Comunista Brasileño (PCB)     | 1,095,834  | 9.9    | 1       |
|                           | Partido Laborista Brasileño (PTB)     | 1,084,553  | 9.8    | 3       |
|                           | Partido Republicano (PR)              | 443,654    | 4.0    | 0       |
|                           | Partido Popular Sindicalista (PPS)    | 175,452    | 1.6    | 1       |
|                           | Partido Republicano Progresista (PRP) | 60,820     | 0.5    | 0       |
|                           | Partido Demócrata Republicano (PDR)   | 11,125     | 0.1    | 0       |
|                           | Partido Libertador (PL)               | 7,326      | 0.1    | 0       |
|                           | Partido Social Progresista (PSP)      | 3,584      | 0.0    | 0       |
|                           | Partido Agrario Nacional (PAN)        | 3,533      | 0.0    | 0       |
|                           | Otros Partidos                        | 597,441    | 5.4    | 0       |
|                           | Independientes                        | 716,715    | 6.5    | 0       |
|                           |                                       |            |        |         |
| Votos válidos             | Votos válidos                         | 11.110.685 | 97.53  |         |
| Votos nulos/en blanco     | Votos nulos/en blanco                 | 293,097    | 2.57   |         |
| Total                     | Total                                 | 11,403,782 | 100.00 | 42      |
| Registrados/Participación | Registrados/Participación             | 7,418,930  | 76.86  |         |

#### Cámara de Diputados
| Partido                   | Partido                                 | Votos     | %      | Escaños |
| ------------------------- | --------------------------------------- | --------- | ------ | ------- |
|                           | Partido Social Democrático (PSD)        | 2,531,944 | 42.7   | 151     |
|                           | Unión Democrática Nacional (UDN)        | 1,575,375 | 26.6   | 81      |
|                           | Partido Laborista Brasileño (PTB)       | 603,500   | 10.2   | 22      |
|                           | Partido Comunista Brasileño (PCB)       | 511,302   | 8.6    | 14      |
|                           | Partido Republicano (PR)                | 219,562   | 3.7    | 9       |
|                           | Partido Popular Sindicalista (PPS)      | 107,321   | 1.8    | 4       |
|                           | Partido Demócrata Cristiano (PDC)       | 101,636   | 1.7    | 2       |
|                           | Partido de Representación Popular (PRP) | 94,447    | 1.6    | 2       |
|                           | Partido Renovación Progresista (PRP)    | 70,675    | 1.2    | 0       |
|                           | Partido Libertador (PL)                 | 57,341    | 1.0    | 1       |
|                           | Partido Demócrata Republicano (PDR)     | 33,647    | 0.6    | 0       |
|                           | Otros Partidos                          | 17,866    | 0.3    | 0       |
|                           |                                         |           |        |         |
| Votos válidos             | Votos válidos                           | 5.993.949 |        |         |
| Votos nulos/en blanco     | Votos nulos/en blanco                   | 198,209   | –      |         |
| Total                     | Total                                   | 6,192,158 | 100.00 | 286     |
| Registrados/Participación | Registrados/Participación               | 7,418,930 | 83.46  |         |
| Fuente: Nohlen            |                                         |           |        |         |